# Bratislavia
Bratislavia is een geslacht van ringwormen (Annelida) uit de familie van de Naididae.

## Soorten
- Bratislavia bilongata (Chen, 1944)
- Bratislavia dadayi (Michaelsen, 1905)
- Bratislavia gusevi Gusakov, 2021
- Bratislavia palmeni (Munsterhjelm, 1905)
- Bratislavia prosetosa (Liang, 1964)

### Synoniemen
- Bratislavia unidentata (Harman, 1974) => Bratislavia dadayi (Michaelsen, 1905)